# Linné (cráter)

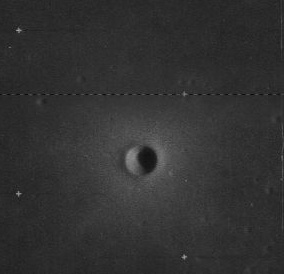
Fotografía de la misión Lunar Orbiter 4 (1967)

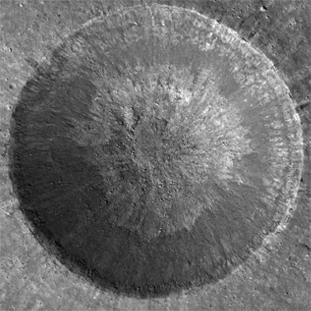
Fotografía de la misión Lunar Reconnaissance Orbiter

Linné es un pequeño cráter de impacto lunar localizado en el Mare Serenitatis occidental. El mar situado a su alrededor está prácticamente desprovisto de otros elementos de interés. El cráter con nombre más cercano es Banting, situado al este-sureste.
La edad estimada de este cráter es de solo unas pocas decenas de millones de años. Anteriormente se creía que tenía forma de cuenco (hemisférica), pero los datos de la LRO mostraron que tiene la forma de un cono aplanado e invertido. El cráter está rodeado por un manto de eyección formado durante el impacto original. Esta eyección tiene un albedo relativamente alto, haciendo que el cráter tenga una apariencia brillante.
En 1866, el experto observador lunar y cartógrafo Johann Friedrich Julius Schmidt hizo la sorprendente afirmación de que Linné había cambiado su apariencia. En lugar de un cráter normal, algo profundo, se había convertido en una mera zona de color blanco. Se levantó una controversia que continuó durante muchas décadas. Sin embargo, el tamaño de este cráter está en el límite de percepción visual de los telescopios terrestres, y en condiciones de mala visibilidad puede desaparecer de la vista (véase también fenómenos lunares transitorios).

## Cráteres satélite
Por convención estos elementos son identificados en los mapas lunares poniendo la letra en el lado del punto medio del cráter que está más cercano a Linné.
|       | \| Linné \| Coordenadas \| Diámetro \| \| ----- \| ---------------------------- \| -------- \| \| A \| 28°54′N 14°24′E / 28.9, 14.4 \| 4 km \| \| B \| 30°30′N 14°12′E / 30.5, 14.2 \| 5 km \| \| D \| 28°42′N 17°06′E / 28.7, 17.1 \| 5 km \| \| F \| 32°18′N 13°54′E / 32.3, 13.9 \| 5 km \| \| G \| 35°54′N 13°18′E / 35.9, 13.3 \| 5 km \| \| H \| 33°42′N 13°48′E / 33.7, 13.8 \| 3 km \| |          |
| Linné | Coordenadas | Diámetro |
| A     | 28°54′N 14°24′E / 28.9, 14.4 | 4 km     |
| B     | 30°30′N 14°12′E / 30.5, 14.2 | 5 km     |
| D     | 28°42′N 17°06′E / 28.7, 17.1 | 5 km     |
| F     | 32°18′N 13°54′E / 32.3, 13.9 | 5 km     |
| G     | 35°54′N 13°18′E / 35.9, 13.3 | 5 km     |
| H     | 33°42′N 13°48′E / 33.7, 13.8 | 3 km     |

El siguiente cráter ha sido renombrado por la UAI:
- Linné E - Véase Banting (cráter)